# A Little Help
A Little Help von Michael J. Weithorn ist eine US-amerikanische Tragikomödie aus dem Jahr 2010. Der Film handelt von Menschen, die durch ein tragisches Geschehen aus dem Gleichgewicht geraten sind, und deren Leben dadurch eine Richtung nimmt, die nicht auf ihrem Plan stand.

## Handlung
Die Dentalhygienikerin Laura Pehlke verliert ihren Ehemann, den Immobilienmakler Bob, völlig unvorbereitet. Bob starb durch ein Herzleiden, weil er seinem Arzt wichtige Informationen vorenthalten hatte. Obwohl er seine Frau und seinen 12-jährigen Sohn Dennis häufig vernachlässigt hatte und abends oft Meetings mit seiner jungen Assistentin vorschob, trifft dieser Schlag die Familie hart. Dennis wird von der Mutter auf eine Privatschule geschickt, wo er sich wichtig machen will, indem er erzählt, sein Vater sei als Feuerwehrmann bei  Rettungsarbeiten bei den Terroranschlägen am 11. September ums Leben gekommen, die kurz nach Bob Pehlkes Tod die Welt erschütterten.
Auf Drängen ihrer Familie und weil Geldsorgen ihr Leben bestimmen, verursacht auch durch die hohen Schulkosten für Dennis, erhebt Laura Klage gegen den behandelnden Arzt ihres Mannes, obwohl sie weiß, dass den Arzt keine Schuld trifft. Niemand darf das jedoch erfahren.
Zusätzlich wird Lauras Leben erschwert durch ihren Vater, einen pensionierten Sportjournalisten, sowie ihre dominante Mutter und ihre fortwährend böse Schwester. Einziger Lichtblick ist ihr Schwager, der während ihrer gemeinsamen Highschoolzeit in Laura verliebt war.

## Musik im Film
Der Film wird durchzogen von zahlreichen Musikstücken:
- Girl From Ipanema
- Down In A Hole
- Runaway
- Ray
- You’re No Match For What You’ve Gotten In
- Baby Hold On To Me
- Runaround Sue
- Hot Nuts
- Limbo Rock
- If You Want To Rock And Roll
- God Bless America
- Hot Humid And Hazy
- I’m Lucky
- No Season At All
- Help You

## Kritiken
“Jenna Fischer shines in this manipulative dramedy set in ennui-ridden suburbia.”

„Jenna Fischer glänzt in dieser manipulativen Tragikomödie, die in einem langweiligen Vorort angesiedelt ist.“

“It’s a movie for everyone whose life has been thrown off-course, out of whack, or simply not turned out the way they planned it. […]”

„Dies ist ein Film für alle, die in ihrem Leben aus der Bahn geworfen wurden, aus dem Gleichgewicht kamen, oder deren Leben einfach nicht so geworden ist, wie es geplant war. […]“

## Erstveröffentlichung
Der Film wurde erstmals am 21. Mai 2010 auf dem Seattle International Film Festival aufgeführt.